# 1843
1843 је била проста година.

## Догађаји

### Јун
- 4. јун — Скупштина у Топчидеру (1843)
- 26. јун — Хонгконг је проглашен британском краљевском колонијом.

### Јул
- 28. јул – Скупштина у Крагујевцу (1843)

### Август
- 15. август — У Копенхагену је отворен Тиволи парк.

## Рођења

### Јануар
- 22. јануар — Вилијам Макинли, 25. председник САД

### Март
- 24. март — Марија Анунцијата, хабзбуршка принцеза. († 1871)

### Август
- 12. август — Колмар фон дер Голц, немачки фелдмаршал и турски паша

## Смрти

### Фебруар
- 17. фебруар — Евстахија Арсић, српска књижевница. (*1776)

### Мај
- 14. мај — Љубица Обреновић, српска кнегиња